# 붉은과일박쥐
붉은과일박쥐(Stenoderma rufum)는 주걱박쥐과에 속하는 박쥐의 일종이다. 붉은과일박쥐속(Stenoderma)의 유일종이다. 푸에르토리코와 미국령 버진아일랜드에서 발견된다. 자연 서식지는 아열대 또는 열대 건조림이다.

## 아종
3종의 아종이 알려져 있다.
- 데마레스트붉은과일박쥐 (Stenoderma rufum rufum) - 미국령 버진아일랜드
- † 앤서니붉은과일박쥐 (Stenoderma rufum anthonyi) - 푸에르토리코(멸종)
- 발디비에소붉은과일박쥐 (Stenoderma rufum darioi) - 푸에르토리코